# رفائيل جاروفالو
رافاييل جاروفالو

## نظريات علم الجريمة
كان طالبًا في Cesare Lombroso ، غالبًا ما يُنظر إليه على أنه والد علم الإجرام . لقد رفض عقيدة الإرادة الحرة (التي كانت العقيدة الرئيسية للمدرسة الكلاسيكية) وأيد الموقف القائل بأن الجريمة لا يمكن فهمها إلا إذا تمت دراستها بالطرق العلمية. حاول صياغة تعريف اجتماعي للجريمة من شأنه أن يحدد تلك الأفعال التي يمكن قمعها بالعقوبة. شكلت هذه "الجريمة الطبيعية" واعتبرت جرائم تنتهك اثنين من مشاعر الإيثار الأساسية المشتركة بين جميع الناس ، وهما الاستقامة والتقوى. الجريمة عمل غير أخلاقي يضر بالمجتمع. كان هذا أكثر توجهاً نفسياً من أنثروبولوجيا لومبروسو الجسدية.
اتبع قانون Garofalo للتكيف المبدأ البيولوجي لتشارلز داروين من حيث التكيف والقضاء على أولئك غير القادرين على التكيف في نوع من الانتقاء الطبيعي الاجتماعي. وبالتالي ، اقترح
1. الموت لمن نشأت أفعالهم الإجرامية عن شذوذ نفسي دائم جعلهم غير قادرين على الحياة الاجتماعية.
2. الإلغاء الجزئي أو السجن لمدد طويلة لمن يصلح إلا لحياة جحافل البدو أو القبائل البدائية و
3. التعويض القسري من جانب أولئك الذين يفتقرون إلى مشاعر الإيثار ولكنهم ارتكبوا جرائمهم تحت ضغط ظروف استثنائية وليس من المرجح أن يفعلوا ذلك مرة أخرى.

## سيرة شخصية
لا يُعرف الكثير عن حياة عالم الجريمة هذا ، لكن من المعروف أن رافاييل جاروفالو ولد في 18 نوفمبر 1851 في نابولي بإيطاليا.
بعد حصوله على شهادته في القانون ، درس علم الإجرام مع Cesare Lambroso ، والد هذا العلم. وفقًا لامبروسو ، فإن العوامل الرئيسية التي دفعت الناس إلى ارتكاب الجرائم كانت أنثروبولوجية. تم اعتبار أفكار Garofalo تنتمي إلى المدرسة الوضعية وقام بدمج أفكار معلمه مع علم النفس.
عمل جاروفالو كقاضي في النظام القضائي الإيطالي ، وعمل كعضو في مجلس الشيوخ للجمهورية ، وحتى أصبح وزير العدل في عام 1903.
كانت ممارسة لامبروسو مرتبطة ارتباطًا وثيقًا بالعلم. في الواقع، كان يُعتبر رائدًا في علم الإجرام لربط الجريمة بالأدلة العلمية.
ومع ذلك ، يعتقد Garofalo أن عمل عنف يعتبر جريمة عندما ينتهك الطبيعة البشرية. بعد أن كرس حياته لعلم الإجرام ، توفي جاروفالو في مسقط رأسه في 18 أبريل 1934.

## مساهمات
اعتبر مدرس Garofalo أن الصفات الجسدية (مثل حجم الفك) مرتبطة باحتمال أن يرتكب الشخص جريمة. لقد رأى هذا على أنه تأثير أنثروبولوجي ، حيث اعتقد أن بعض السمات مرتبطة بالأفكار.
اتفق جاروفالو مع معلمه على أشياء كثيرة. كان أحد هذه الأفكار هو رفض الأفكار التقليدية التي عرّفت المجرمين على أنهم "عبيد لدوافعهم" والأشخاص الذين لا يملكون السيطرة الكاملة على أفعالهم.
بعد أن خدم كعضو في النظام القضائي الإيطالي ، فهم العديد من المشاكل الموجودة في علم الإجرام وكان وقته كوزير بمثابة أساس لتقديم أفكاره المستقبلية.

## تعريف الجريمة
بدأ Garofalo في تحديد الميل الإجرامي لكل فرد على أنه انتهاك للحالة الطبيعية للأشياء ، بما يتجاوز انتهاك القوانين نفسها. وفقًا لهذا المفهوم، فإنها تعتبر فعلًا معينًا جريمة إذا خالف أحد شرطين طبيعيين: الاستقامة ، وهي الحالة الطبيعية للشخص التي يحافظ فيها على صدقه ونزاهته؛ والشفقة، والتي تشير في هذه الحالة إلى الشفقة التي قد يشعر بها المجرم تجاه جاره.
بالإضافة إلى ذلك، أدخل مفهومًا آخر للإشارة إلى الجرائم البسيطة التي لا تنتهك بشكل مباشر سلامة الإنسان. اعتبرت هذه الأفعال "انتهاكات فنية للقانون" وبالتالي لم تكن العقوبة شديدة. ووفقًا لهذا المفهوم ، يمكن حل هذه الأفعال من خلال استخدام الغرامات أو العقوبات. مع ذلك، يعتقد Garofalo أنه يجب معاقبة أخطر الأعمال بشدة ، لحماية المجتمع من خطر كامن.

## العقاب
تقليديا، اعتبر أن الجريمة يجب أن يعاقب عليها بالتناسب: كلما كانت الجريمة أقوى ، زادت العقوبة. اختلف Garofalo عن هذا المفهوم ، مشيرًا بدلاً من ذلك إلى أنه يجب دراسة الأفراد على وجه الخصوص ، بغض النظر عن الجريمة التي تم ارتكابها. إذا أدين الشخص الذي ارتكب الجريمة بخرق إحدى الشرطين البشريين الطبيعيين ، فيجب القضاء على المجرم. إذا لم تكن الجريمة كبيرة ، فلا حاجة إلى إنزال عقوبة قاسية بالمسؤول عنها.

## إزالة
مفهوم القضاء على Garofalo لا يعني بالضرورة عقوبة الإعدام. لتعريف كل جريمة ، أنشأ قانون التكيف ، والذي تم استخدامه لإصدار حكم لائق للمجرم. واقترح ثلاث عقوبات للإزالة:
- النوع الأول من العقوبة كان الإعدام.
- كانت العقوبة الثانية ما يسمى بالقضاء الجزئي ، والتي انقسمت بدورها إلى فكرتين: السجن طويل الأمد أو العزل في مستعمرات زراعية للشباب الذين يمكن إعادة تأهيلهم.
- الطريقة الثالثة هي ما يسمى بالإصلاح القسري. هذا يعني أنه كان على المجرم أن يصلح الضرر الناجم عن الجريمة المرتكبة.
في حالة وقوع الجريمة بسبب موقف خارجي (مثل ضغط المجموعة أو الحاجة القصوى) ، تم إعطاء عقوبة أقل ، لأن احتمال عدم حدوثها مرة أخرى مرتفع.

## فوائد قانون التكيف
اقترح جاروفالو أن قانون التكيف سيكون له ثلاث فوائد رئيسية ، سواء بالنسبة للمجتمع أو لنظام العدالة. الأول هو إشباع الحاجة الاجتماعية لعقوبة محددة لكل مجرم. اقترح أن نظريته في الإبادة ستعمل على ردع المجرمين عن ارتكاب أعمال غير قانونية باستمرار ، حيث سيكون لدى المرء بالفعل فكرة واضحة عن العقوبة قبل ارتكاب الجريمة.
أخيراً، حرص على أن يؤدي تطبيق هذا القانون إلى تحسين الجودة العامة للمجتمع. المجرمون الذين يرفضون تغيير سلوكهم سيتم "القضاء عليهم" من المجتمع بطريقة أو بأخرى. أولئك الذين قاموا بتصحيح سلوكهم يمكن أن ينضموا إلى النظام الاجتماعي كأشخاص تم تأهيلهم. تم تصميم نظام Garofalo لاستبعاد الأشخاص غير القادرين على العمل في مجتمع متحضر ، وبالتالي رعاية أولئك الذين هم جزء من ذلك المجتمع. وضع هذا النظام الأسس للعديد من الأفكار القضائية والإجرامية السارية اليوم.